# La Fronde (krant)
La Fronde was de eerste feministische krant in Frankrijk. De krant - in 1897 opgericht door Marguerite Durand, journalist bij Le Figaro - werd volledig door vrouwen geleid. Tot 1903 verscheen La Fronde dagelijks.

## Geschiedenis
In 1896 woonde Marguerite Durand, journalist bij Le Figaro, voor haar krant het Internationale congres voor vrouwenrechten bij dat in Parijs werd gehouden. Geënthousiasmeerd door wat ze op het congres allemaal hoorde, richtte ze in 1897 het dagblad La Fronde op dat zowel algemene, politieke als culturele informatie bevatte.
De krant werd genoemd naar een opstand in de 17e eeuw tegen met name kardinaal Mazarin die La Fronde (de slinger) werd genoemd. Mazarin was de toenmalige eerste minister. De gedachte achter deze vernoeming was dat gemarginaliseerde groepen (zoals de vrouwen destijds) wel degelijk het recht hadden om mee te discussiëren over onderwerpen die van belang waren.
La Fronde vormde een podium voor personen die opkwamen voor vrouwenrechten. Het eerste nummer verscheen op 9 december 1897. La Fronde is het eerste dagblad dat volledig samengesteld werd door vrouwen. De vrouwen die bij de krant werkten ontvingen ook hetzelfde salaris als mannen elders. De journalisten van La Fronde moesten veel moeite doen om toegang te krijgen tot plaatsen die niet toegankelijk waren voor vrouwen, zoals het parlement. Zij gebruikten daarbij ook pseudoniemen, zoals Séverine, het pseudoniem van de anarchistische journalist Caroline Rémy.
De krant werd volgens een gerucht gefinancierd door een donatie van 7 miljoen Frank van de Joodse bankier Gustave de Rothschild. Hij zou de minnaar zijn geweest van Durand en zou zo willen bereiken dat de krant de juiste kant koos in de Dreyfusaffaire. Volgens een andere bron financierde Durand de krant door de verkoop van haar parels. Omdat dit niet voldoende bleek opende Durand in 1901 de Cimetière des Chiens et Autres Animaux Domestiques. Rijke mensen konden daar voor een groot bedrag hun huisdieren begraven.
De krant besteedde in elk geval uitgebreid aandacht aan de affaire rond de vals beschuldigde Dreyfuss. Niet alle vrouwen schaarden zich hierachter - er waren ook feministische vrouwen, die schreven in Le Féminisme Chrétien, die La Fronde hierop heftig aanvielen.
Het kantoor van de krant bevond zich aan de rue Saint-Georges 14 (in het 9e arrondissement van Parijs). Op dezelfde locatie bevond zich ook de bibliotheek van de krant die later zou uitgroeien tot de bibliothèque Marguerite-Durand.

## Publicatie
Het bijzondere La Fronde is dat de krant niet alleen bedoeld was voor een vrouwelijk publiek, maar dat het ook volledig bedacht, geredigeerd, gemaakt en gedistribueerd werd door vrouwen. De journalisten, redacteuren, medewerkers, typisten, drukkers, verkopers: het is een volledig vrouwelijk team. Durand wilde op deze wijze aantonen dat ook vrouwen kunnen slagen in de journalistieke wereld die sterk werd gedomineerd door mannen en dat een onderneming best succesvol kon zijn zonder de hulp van mannen in te roepen.
De krant besteedde onder andere aandacht aan een breed scala aan feministische onderwerpen. De krant bracht onder meer onder de aandacht een vrouw, Jeanne Chauvin, het recht had om een praktijk als jurist te hebben, en dat Madeleine Pelletier in haar recht stond om psychiater te worden. Om het beeld van gelijkheid te uiten gaf de krant de datum aan in verschillende kalenders, namelijk de Franse republikeinse kalender, de Joodse kalender en de gregoriaanse kalender. De krant betrok het vrouwelijk publiek bij onderwerpen zoals sociale hervorming en activisme. De krant benadrukte militarisme en de standpunten van de republikeinen, en stond voor een hervorming van de code civil, de Franse grondwet, met name op het gebied van prostitutie, moederschap en stemrecht.
Van 1897 tot 1903 verscheen La Fronde dagelijks; op het hoogtepunt had het 50.000 lezers. Na oktober 1903 verscheen het tot maart 1905 als een wekelijkse bijlage bij de krant L'Action. Daarna verdween La Fronde volledig uit de schappen. In 1914 werden opnieuw enkele nummers gemaakt en Durand probeerde de krant opnieuw te lanceren tussen mei 1926 en augustus 1928. De krant had toen echter haar stevige verankering in het feminisme verloren en was op dat moment slechts een spreekbuis geworden voor de politieke partij waar Durand lid van was. De publicatie probeerde toen om het Franse patriottisme na de Eerste Wereldoorlog te versterken. Vlak voor de sluiting richtte de krant zich vooral op het vrouwenkiesrecht.
De archieven van la Fronde bevinden zich in de bibliothèque Marguerite-Durand (in het 13e arrondissement van Paris).